# Rhabdoblatta truncata
Rhabdoblatta truncata är en kackerlacksart som först beskrevs av Brunner von Wattenwyl 1865.  Rhabdoblatta truncata ingår i släktet Rhabdoblatta och familjen jättekackerlackor. Inga underarter finns listade i Catalogue of Life.